# Jóbson Leandro Pereira de Oliveira
Jóbson Leandro Pereira de Oliveira, meglio noto semplicemente come Jóbson (Conceição do Araguaia, 15 febbraio 1988), è un calciatore brasiliano, di ruolo attaccante, svincolato.

## Caratteristiche tecniche
Prima o seconda punta che può giocare anche come ala destra.

## Carriera

### Club
Nel 2009 va in prestito al Botafogo, tornando alla Brasiliense nel gennaio 2010. A giugno dello stesso anno il Botafogo acquista il suo cartellino in cambio di € 1,4 milioni. A gennaio 2011 è ceduto all'Atlético Mineiro in prestito oneroso (€ 135.000) e negli anni successivi e continuamente ceduto in prestito. Nell'estate del 2015 il Botafogo lo svincola.

## Palmarès

### Competizioni nazionali
- Campeonato Brasileiro Série B: 1

Botafogo: 2015

#### Competizioni statali
- Campionato Brasiliense: 1

Brasiliense: 2008
- Campionato Carioca: 1

Botafogo: 2010
- Taça Guanabara: 3

Botafogo: 2009, 2010, 2015
- Taça Rio: 2

Botafogo: 2010, 2013